# Torralba de los Sisones (kommun)
Torralba de los Sisones är en kommun i Spanien.   Den ligger i provinsen Provincia de Teruel och regionen Aragonien, i den östra delen av landet, 200 km öster om huvudstaden Madrid. Antalet invånare är 181.